# Robin Lopez
Pour les articles homonymes, voir Lopez.
Robin Byron Lopez, né le 1er avril 1988 à North Hollywood en Californie, est un joueur américain de basket-ball évoluant au poste de pivot. Il est le frère jumeau de Brook Lopez.

## Biographie

### Carrière universitaire
Au lycée, puis à l'université Stanford, il joue aux côtés de son frère jumeau, Brook Lopez. Tous deux se présentent à la draft 2008.

### Carrière professionnelle

#### Suns de Phoenix (2008-2012)
Le 26 juin 2008, Robin est choisi en 15e position par les Suns de Phoenix. Le 3 juillet 2008, il signe son contrat rookie avec les Suns.
Il débute ainsi sa carrière en NBA comme remplaçant de Shaquille O'Neal.
Le 1er juillet 2012, il devient agent libre.
Le 26 juillet 2012, il signe un nouveau contrat avec les Suns.

#### Hornets de La Nouvelle-Orléans (2012-2013)
Le 27 juillet 2012, il est transféré aux Hornets de La Nouvelle-Orléans, avec Hakim Warrick et une somme d'argent en échange de Jerome Dyson, Brad Miller, un second tour de draft 2013 et un second tour de draft 2016.

#### Trail Blazers de Portland (2013-2015)
Le 10 juillet 2013, Robin est transféré aux Trail Blazers de Portland, avec Terrel Harris, en échange des droits de draft de Jeff Withey, un second tour de draft 2016, un second tour de draft 2018 et une somme d'argent.

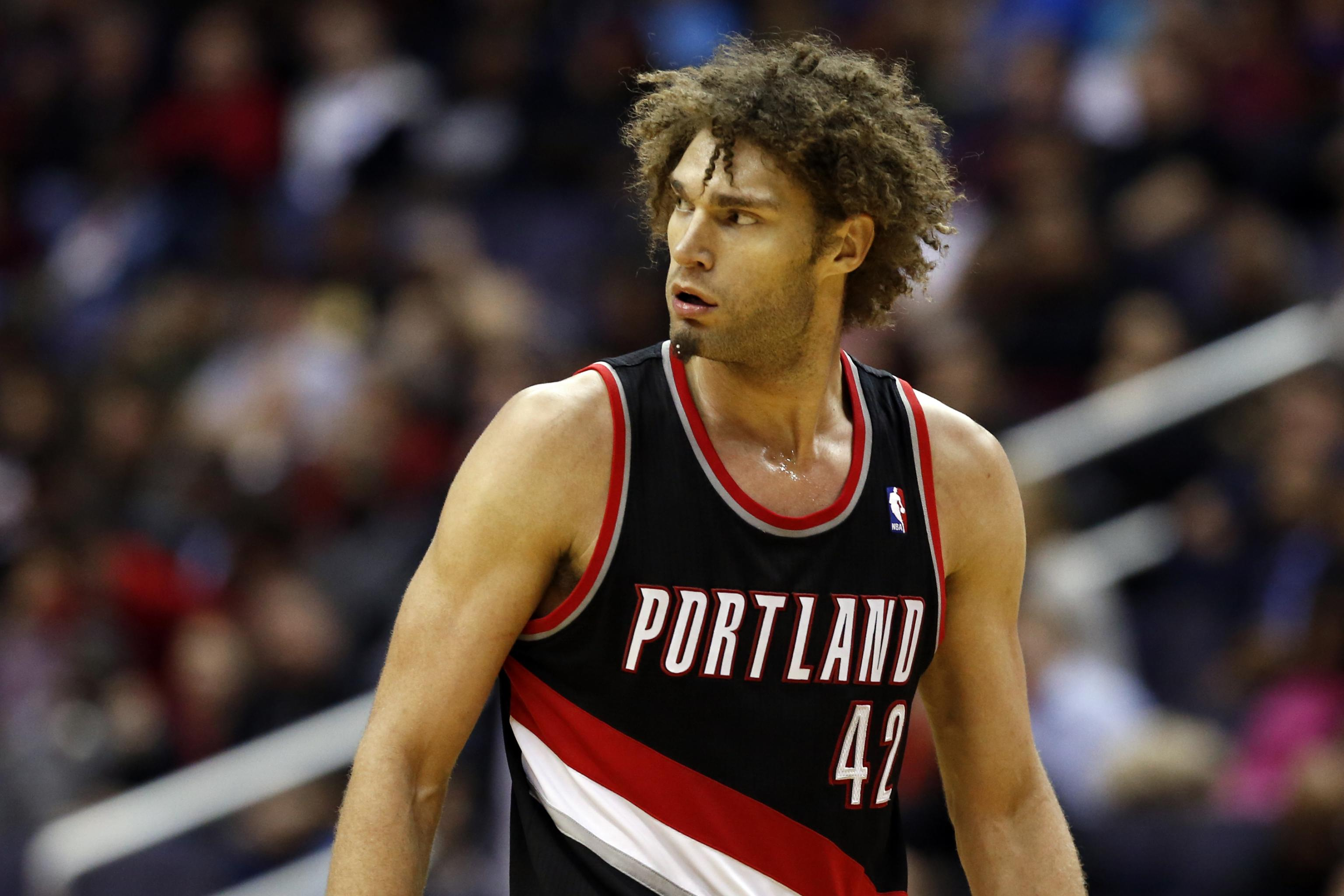
Robin Lopez sous les couleurs de Portland en 2015

Le 1er juillet 2015, il devient agent libre.

#### Knicks de New York (2015-2016)
Le 3 juillet 2015, il signe pour quatre ans et 54 000 000 $ de dollars aux Knicks de New York.

#### Bulls de Chicago (2016-2019)
Le 22 juin 2016, Lopez est transféré aux Bulls de Chicago, avec José Calderón, Jerian Grant, en échange de Justin Holiday, Derrick Rose et un second tour de draft 2017.

#### Bucks de Milwaukee (2019-2020)
Le 1er juillet 2019, il s'engage avec les Bucks de Milwaukee et, par la même occasion, y rejoint son frère Brook.

#### Wizards de Washington (2020-2021)
En novembre 2020, il signe avec les Wizards de Washington pour une saison et 9,2 millions de dollars.

#### Magic d'Orlando (2021-2022)
En août 2021, il signe pour une saison en faveur du Magic d'Orlando.

#### Cavaliers de Cleveland (2022-2023)
Début juillet, il signe pour un an au salaire minimum en faveur des Cavaliers de Cleveland,.

#### Retour aux Bucks de Milwaukee (2023-février 2024)
En juillet 2023, il rejoint à nouveau les Bucks de Milwaukee et son frère Brook.
En février 2024, il est transféré aux Kings de Sacramento. Il est coupé quelques heures après.

## Statistiques
Légende :
gras = ses meilleures performances

### Universitaires
Les statistiques en matchs universitaires de Robin Lopez sont les suivantes :
| Saison    | Équipe   | Matchs | Titul. | Min./m | % Tir | % 3pts | % LF | Rbds/m. | Pass/m. | Int/m. | Ctr/m. | Pts/m. |
| --------- | -------- | ------ | ------ | ------ | ----- | ------ | ---- | ------- | ------- | ------ | ------ | ------ |
| 2006-2007 | Stanford | 31     | 30     | 23,5   | 47,9  | 0,0    | 52,9 | 5,35    | 0,97    | 0,23   | 2,23   | 7,16   |
| 2007-2008 | Stanford | 36     | 27     | 24,5   | 53,4  | 100,0  | 65,2 | 5,67    | 0,61    | 0,50   | 2,25   | 10,19  |
| Total     | Total    | 67     | 57     | 24,0   | 51,1  | 50,0   | 61,0 | 5,52    | 0,78    | 0,37   | 2,24   | 8,79   |

### Professionnelles

#### Saison régulière
| Saison     | Équipe              | Matchs | Titul. | Min./m | % Tir | % 3pts | % LF | Rbds/m. | Pass/m. | Int/m. | Ctr/m. | Pts/m. |
| ---------- | ------------------- | ------ | ------ | ------ | ----- | ------ | ---- | ------- | ------- | ------ | ------ | ------ |
| 2008-2009  | Phoenix             | 60     | 7      | 10,2   | 51,8  | 0,0    | 69,1 | 1,97    | 0,13    | 0,18   | 0,68   | 3,15   |
| 2009-2010  | Phoenix             | 51     | 31     | 19,3   | 58,8  | 0,0    | 70,4 | 4,86    | 0,14    | 0,20   | 1,04   | 8,43   |
| 2010-2011  | Phoenix             | 67     | 56     | 14,8   | 50,1  | 0,0    | 74,0 | 3,22    | 0,12    | 0,27   | 0,67   | 6,45   |
| 2011-2012* | Phoenix             | 64     | 0      | 14,0   | 46,1  | 0,0    | 71,4 | 3,27    | 0,31    | 0,28   | 0,94   | 5,44   |
| 2012-2013  | La Nouvelle-Orléans | 82     | 82     | 26,0   | 53,4  | 0,0    | 77,8 | 5,63    | 0,78    | 0,39   | 1,56   | 11,33  |
| 2013-2014  | Portland            | 82     | 82     | 31,7   | 55,1  | 0,0    | 81,8 | 8,54    | 0,89    | 0,30   | 1,70   | 11,07  |
| 2014-2015  | Portland            | 59     | 59     | 27,8   | 53,5  | 0,0    | 77,2 | 6,68    | 0,93    | 0,27   | 1,42   | 9,59   |
| 2015-2016  | New York            | 82     | 82     | 27,1   | 53,9  | 0,0    | 79,5 | 7,34    | 1,39    | 0,20   | 1,57   | 10,27  |
| 2016-2017  | Chicago             | 81     | 81     | 28,0   | 49,3  | 0,0    | 72,1 | 6,42    | 0,99    | 0,22   | 1,44   | 10,36  |
| 2017-2018  | Chicago             | 64     | 64     | 26,4   | 53,0  | 28,6   | 75,6 | 4,53    | 1,94    | 0,22   | 0,83   | 11,81  |
| 2018-2019  | Chicago             | 74     | 36     | 21,7   | 56,8  | 22,6   | 72,4 | 3,86    | 1,20    | 0,15   | 1,05   | 9,51   |
| 2019-2020  | Milwaukee           | 66     | 5      | 14,5   | 49,2  | 33,3   | 52,8 | 2,44    | 0,68    | 0,15   | 0,68   | 5,41   |
| 2020-2021  | Washington          | 71     | 9      | 19,1   | 63,3  | 27,8   | 72,3 | 3,83    | 0,77    | 0,21   | 0,62   | 9,04   |
| 2021-2022  | Orlando             | 36     | 9      | 17,0   | 55,3  | 33,3   | 59,3 | 3,50    | 1,50    | 0,06   | 0,50   | 7,06   |
| 2022-2023  | Cleveland           | 37     | 2      | 8,1    | 64,0  | 50,0   | 77,8 | 1,40    | 0,50    | 0,10   | 0,20   | 3,00   |
| Total      | Total               | 976    | 605    | 21,4   | 53,7  | 29,9   | 74,3 | 4,80    | 0,80    | 0,20   | 1,10   | 8,50   |

Note: * Cette saison a été réduite de 82 à 66 matchs en raison du Lock out.

Dernière modification le 4 juillet 2023

#### Playoffs
| Saison | Équipe     | Matchs | Titul. | Min./m | % Tir | % 3pts | % LF  | Rbds/m. | Pass/m. | Int/m. | Ctr/m. | Pts/m. |
| ------ | ---------- | ------ | ------ | ------ | ----- | ------ | ----- | ------- | ------- | ------ | ------ | ------ |
| 2010   | Phoenix    | 6      | 6      | 17,3   | 54,3  | 0,0    | 100,0 | 4,00    | 0,00    | 0,33   | 0,17   | 7,83   |
| 2014   | Portland   | 11     | 11     | 33,4   | 48,9  | 0,0    | 66,7  | 9,18    | 0,82    | 0,55   | 1,82   | 10,00  |
| 2015   | Portland   | 5      | 5      | 23,4   | 60,0  | 0,0    | 100,0 | 4,40    | 0,60    | 0,20   | 1,00   | 5,20   |
| 2017   | Chicago    | 6      | 6      | 27,0   | 65,4  | 0,0    | 100,0 | 7,17    | 0,83    | 0,50   | 1,00   | 12,67  |
| 2020   | Milwaukee  | 3      | 0      | 7,0    | 75,0  | 0,0    | 0,0   | 1,30    | 0,00    | 0,00   | 0,00   | 2,00   |
| 2021   | Washington | 5      | 0      | 14,6   | 72,0  | 0,0    | 25,0  | 1,80    | 0,00    | 0,00   | 0,80   | 7,40   |
| 2023   | Cleveland  | 2      | 0      | 3,0    | 100,0 | 0,0    | 100,0 | 0,50    | 0,00    | 0,00   | 0,00   | 4,00   |
| Total  | Total      | 38     | 28     | 22,4   | 58,1  | 0,0    | 77,6  | 5,40    | 0,40    | 0,30   | 0,90   | 8,20   |

Dernière mise à jour le 4 juillet 2023

## Records sur une rencontre en NBA
Les records personnels de Robin Lopez en NBA sont les suivants, :
| Type de statistique        | Saison régulière | Saison régulière          | Saison régulière | Playoffs | Playoffs               | Playoffs      |
| Type de statistique        | Record           | Adversaire                | Date             | Record   | Adversaire             | Date          |
| -------------------------- | ---------------- | ------------------------- | ---------------- | -------- | ---------------------- | ------------- |
| Points                     | 30               | Clippers de Los Angeles   | 26 février 2010  | 20       | Lakers de Los Angeles  | 23 mai 2010   |
| Paniers marqués            | 13               | Clippers de Los Angeles   | 26 février 2010  | 8        | 3 fois                 | 3 fois        |
| Paniers tentés             | 22               | @ Nets de Brooklyn        | 18 décembre 2021 | 14       | @ Rockets de Houston   | 30 avril 2014 |
| Paniers à 3 points réussis | 3                | 3 fois                    | 3 fois           | -        | -                      | -             |
| Paniers à 3 points tentés  | 6                | @ Nuggets de Denver       | 9 mars 2020      | -        | -                      | -             |
| Lancers francs réussis     | 15               | @ Pacers de l'Indiana     | 21 novembre 2012 | 6        | @ Spurs de San Antonio | 6 mai 2014    |
| Lancers francs tentés      | 17               | @ Pacers de l'Indiana     | 21 novembre 2012 | 7        | 2 fois                 | 2 fois        |
| Rebonds offensifs          | 11               | Celtics de Boston         | 2 février 2016   | 7        | 2 fois                 | 2 fois        |
| Rebonds défensifs          | 13               | Kings de Sacramento       | 20 mars 2016     | 8        | Rockets de Houston     | 27 avril 2014 |
| Rebonds totaux             | 20               | Kings de Sacramento       | 20 mars 2016     | 13       | Spurs de San Antonio   | 12 mai 2014   |
| Passes décisives           | 11               | @ Hawks d'Atlanta         | 22 décembre 2021 | 4        | @ Celtics de Boston    | 26 avril 2017 |
| Interceptions              | 3                | Cavaliers de Cleveland    | 4 novembre 2014  | 2        | 2 fois                 | 2 fois        |
| Contres                    | 8                | Lakers de Los Angeles     | 30 novembre 2016 | 4        | 2 fois                 | 2 fois        |
| Balles perdues             | 6                | @ Thunder d'Oklahoma City | 20 novembre 2015 | 3        | 3 fois                 | 3 fois        |
| Minutes jouées             | 45               | Warriors de Golden State  | 13 avril 2014    | 39       | @ Spurs de San Antonio | 14 mai 2014   |

- Double-double : 86 (dont 2 en playoffs)
- Triple-double : 0

Dernière mise à jour : 16 août 2022